# Dylewo Nowe
Dylewo Nowe (prononciation : [dɨˈlɛvɔ ˈnɔvɛ]) est un village polonais de la gmina de Kadzidło dans le powiat d'Ostrołęka de la voïvodie de Mazovie dans le centre-est de la Pologne.
Il se situe à environ 7 kilomètres au sud de Kadzidło (siège de la gmina), 15 kilomètres au nord-ouest d'Ostrołęka (siège du powiat) et à 112 kilomètres au nord de Varsovie (capitale de la Pologne).

## Histoire
De 1975 à 1998, le village appartenait administrativement à la voïvodie d'Ostrołęka.